# Катехоламин
Катехоламините са биологично активни вещества от групата на биогенните амини, които в организма изпълняват функцията на хормони и невромедиатори. Името им произлиза от факта, че са аминови производни на двувалентния фенол катехол.
Катехоламините са представени главно от три съединения: адреналин, норадреналин и допамин. Те се синтезират в невроендокринните хромафинни клетки на медулата на надбъбречните жлези, централната нервна система и в ганглиите на симпатиковата част на вегетативната нервна система, но малки количества се образуват и на други места в организма, където има хромафинни клетки.

## Синтез
Катехоламините не преминават кръвно-мозъчната бариера и поради тази причина тези от тях, които функционират като невромедиатори, се образуват и в различни структури на централната нервна система.
Катехоламините се синтезират в цитоплазмата на клетката и се опаковат в секреторни гранули, с изключение на норадреналина, който се синтезира директно в секреторните гранули на периферните нервни окончания от допамин, както и в две основни групи неврони в мозъчния ствол — синкавото поленце (на латински: locus ceruleus) (A4-A6) и латералната част на тегментума на моста.
Адреналинът се синтезира в хромафинните клетки на надбъбречната сърцевина и в някои групи неврони в продълговатия мозък. Допаминът се образува от няколко групи допаминергични неврони (на латински: cellulae dopaminergicae) в компактната част на субстанция нигра (A9) на средния мозък, вентромедиалната част на тегментума, по-известна като вентрална тегментална зона на Tsai (A10), хипоталамуса (A11-A15), обонятелната луковица (A16) и др.
Всички катехоламини в организма се образуват от прекурсор — аминокиселината тирозин или индиректно чрез предварително хидроксилиране на аминокиселината фенилаланин до тирозин.
Първият етап от синтезата е хидроксилирането на тирозин до 3,4-дихидроксифенилаланин (L-ДОПА) посредством ензима тирозин хидроксилаза. Реакцията изисква кислород, желязо и тетрахидробиоптерин като кофактори. Тя е скорост-определящ етап в цялостната синтеза на катехоламини.
Тирозин хидроксилазата има четири изоформи, като транскрипцията ѝ се стимулира от клюкокортикоиди, цАМФ-зависима протеинкиназа, Ca2+ фосфолипид зависима протеинкиназа и Ca2+ калмодулин зависима протеинкиназа. Ензимът е наличен само в тъкани, които синтезират катехоламини и различни фактори регулират активността му. Активността на ензима намалява при увеличаване на катехоламините. Тази отрицателна обратна връзка върху тирозин хидроксилазата отпада, когато катехоламините се отделят от секреторните гранули в резултат на различни стимули.
През втория етап се осъществява декарбоксилиране на L-ДОПА до допамин чрез ензима ароматна L-аминокиселинна декарбоксилаза (ДОПА декарбоксилаза) с участието на пиридоксал фосфат (активната форма на витамин B6). Ензимът е неспецифичен и участва също в декарбоксилирането на аминокиселината триптофан до триптамин и на 5-хидрокситриптофан до 5-хидрокситриптамин (серотонин).
Третият етап от синтезата води до образуването на норадреналин от допамин. Ензимната реакция се извършва в секреторните гранули на надбъбречната сърцевина, както и в синаптичните гранули на адренергичните неврони в централната и периферната нервна система от допамин β-хидроксилаза — мед-съдържащ ензим, при участието на кислород и аскорбинова киселина като кофактори.
Този ензим е структурно сходен с тирозин хидроксилазата и вероятно има подобни транскрипционни елементи на регулация, тъй като и двата ензима се стимулират от глюкокортикоиди и цАМФ-зависими протеинкинази.
Последният етап от катехоламиновата синтеза е образуването на адреналин от норадреналин. В бъбречната сърцевина норадреналинът се освобождава от секреторните гранули в цитоплазмата. Следва метилиране под действието на ензима фенилетаноламин-N-метилтрансфераза (ФНМТ) с участието на S-аденозилметионин, кислород и магнезий като кофактори. Синтезираният адреналин се опакова отново в секреторни гранули.
Ензимът увеличава експресията си при високи нива на глюкокортикоиди, а адреналинът осъществява отрицателна обратна връзка върху активността му. Холинергичната стимулация чрез никотинови и мускаринови рецептори повлиява транскрипцията на ензима.

## Функция

### Хормонална
Пряко или косвено стимулират всички ендокринни жлези. Проявяват ефектите си и в следните органи: сърце, периферни съдове, очи, мозък, кожа, потни жлези, бронхи и др.